# Freetown (Bahamas)
Pour les articles homonymes, voir Freetown (homonymie).
Freetown est une ville des Bahamas.